# Тайфунник кубинський
Тайфу́нник кубинський (Pterodroma hasitata), також відомий як дьяблотен (diablotín) — вид буревісникоподібних птахів родини буревісникових (Procellariidae). Мешкає в Атлантичному океані. Раніше вважався конспецифічним з карибським тайфунником.

## Опис

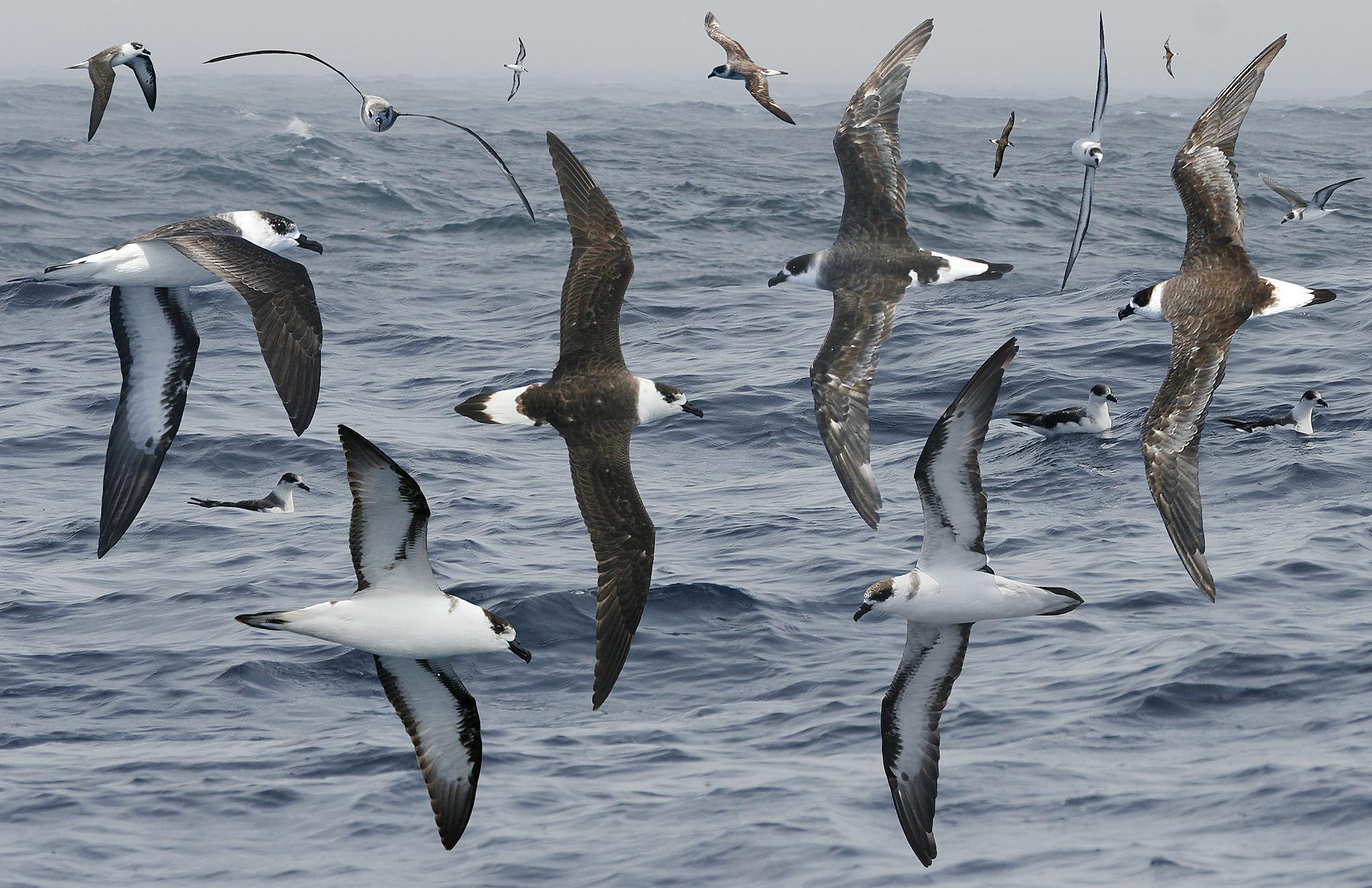
Кубинські тайфунники

Кубинський тайфунник — морський птах середнього розміру, середня довжина якого становить 38-45 см. Самці важать 329-591 г, самиці 347-545 г, розмах крил 98-105 см. На тімені, передній частині потилиці і на обличчі навколо очей велика чорнувато-сіра пляма. Лоб, передня частина обличчя і задня частина шиї білі. Верхня частина тіла сірувато-коричнева, надхвістя і верхні покривні пера хвоста білі, хвіст чорнувато-коричневий. Крила темно-коричневі, нижні покривні пера крил переважно білі, махові пера знизу темні, від згину крила до його центру темні смуги. Нижня частина тіла біла, на шиї з боків сірувато-коричневі плями, що частково формують "комір". Райдужки чорнувато-карі, дзьоб чорний, лапи тілесного кольору. Існує також темна морфа, у представників якої темна пляма на голові більша, а світлий "комір" на шиї відсутній.

## Поширення і екологія
Кубинські тайфунники гніздяться в горах на острові Гаїті, зокрема в горах Сьєрра-де-Баоруко і Вальє-Нуево в Домініканській Республіці, а також в горах Сель і Масиві де ла Отт на Гаїті. У 2015 році також було підтверджено гніздування кубинських тайфунників на Домініці. Можливо, вони гніздяться також на Гваделупі, Мартиніці і Кубі. Під час негніздового періоду (а деякі особини навіть взимку) вони зустрічаються біля узбережжя США, від Флориди до Північної Кароліни, у теплих водах Гольфстриму і Флоридської течії. В Карибському морі вони зустрічаються в міжострівних районах, протоках і прибережних водах як Великих, так і Малих Антильських островів, переважно на схід від 80° з.д. Іноді кубинські тайфунники досягають Нової Шотландії, Азорських островів і Біскайської затоки.
Кубинські тайфунники ведуть пелагічний спосіб життя, зустрічаються зграями, часто разом з іншими буревісниками і крячками. Вони живляться переважно кальмарами, рибою, ракоподібними і саргасовими водоростями. Кубинські тайфунники гніздяться колоніями на скелястих гірських схилах, на висоті понад 1500 м над рівнем моря. Гніздування відбувається в середині-наприкінці січня, пташенята вилуплюються в середині-наприкінці березня, а покидають гніздо в середині червня-на початку липня.

## Збереження
МСОП класифікує цей вид як такий, що перебуває під загрозою зникнення. Раніше цей вид був широко поширений на Карибах, однак його популяція значно скоротилася і на початку 20-го століття він навіть іноді вважався вимерлим. За оцінками дослідників, загальна популяція кубинських тайфунників становить 2-4 тисячі птахів. Їм загрожує знищення природного середовища.